# Exilisia bijuga
Exilisia bijuga är en fjärilsart som beskrevs av Paul Mabille 1899. Exilisia bijuga ingår i släktet Exilisia och familjen björnspinnare. Inga underarter finns listade i Catalogue of Life.